# فيليب أوبيرت
فيليب أوبيرت (بالفرنسية: Philippe Aubert)‏ هو منافس ألعاب قوى فرنسي، ولد في 5 أكتوبر 1957 في أولنيه سو بوا في فرنسا.

## وصلات خارجية
- فيليب أوبيرت على موقع الاتحاد الدولي لألعاب القوى (الإنجليزية)
- فيليب أوبيرت على موقع الاتحاد الفرنسي لألعاب القوى (الفرنسية)